# Cuerdale
Cuerdale is een civil parish in het bestuurlijke gebied South Ribble, in het Engelse graafschap Lancashire.